# Proporções humanas

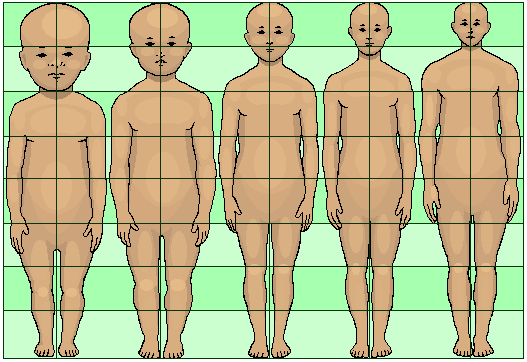
Variação das proporções humanas consoante a idade.

As proporções do corpo humano, ou seja, a relação entre as várias partes constituintes do corpo do ser humano variam de acordo com vários fatores, como a idade e o sexo, tendo servido historicamente também para fundamentar o conceito de raça. O estabelecimento de uma regra que relacione as proporções humanas tem sido objeto de várias ciências, ainda que a arte seja um dos campos da atividade humana onde o conceito mais foi estudado e aplicado